# سارگیس کوچاریان
سارگیس کوچاریان (ارمنی: Սարգիս Ավետի Քոչարյան زاده ۲۰ ژوئن ۱۹۰۱ - درگذشته ۷ مهٔ ۱۹۷۷) یک بازیگر، چهره تئاتری، کارگردان فیلم، کارشناس علوم پرورشی و استاد اهل ارمنستان بود. 

## زندگی‌نامه
وی در ۲۰ ژوئن ۱۹۰۱ در تفلیس در به دنیا آمد و از آکادمی هنرهای تئاتر روسیه فارغ‌التحصیل گشت. وی همچنین برنده جوایزی همچون چهره هنری شایسته ارمنستان شوروی (۱۹۴۱) شد. وی در ۷ مهٔ ۱۹۷۷ در سن ۷۵ سالگی در ایروان درگذشت.